# Jagdhaus Breitenbrunn

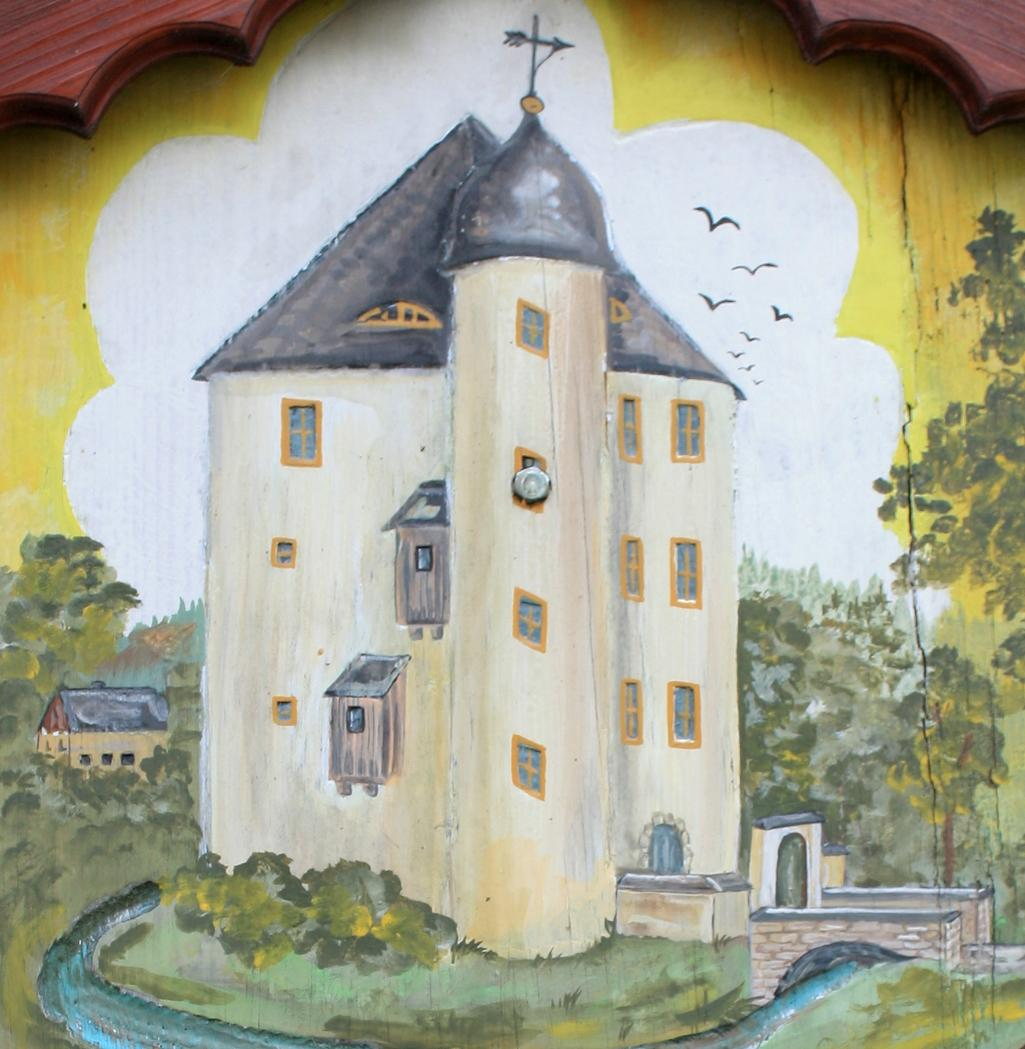
Jagdhaus Breitenbrunn

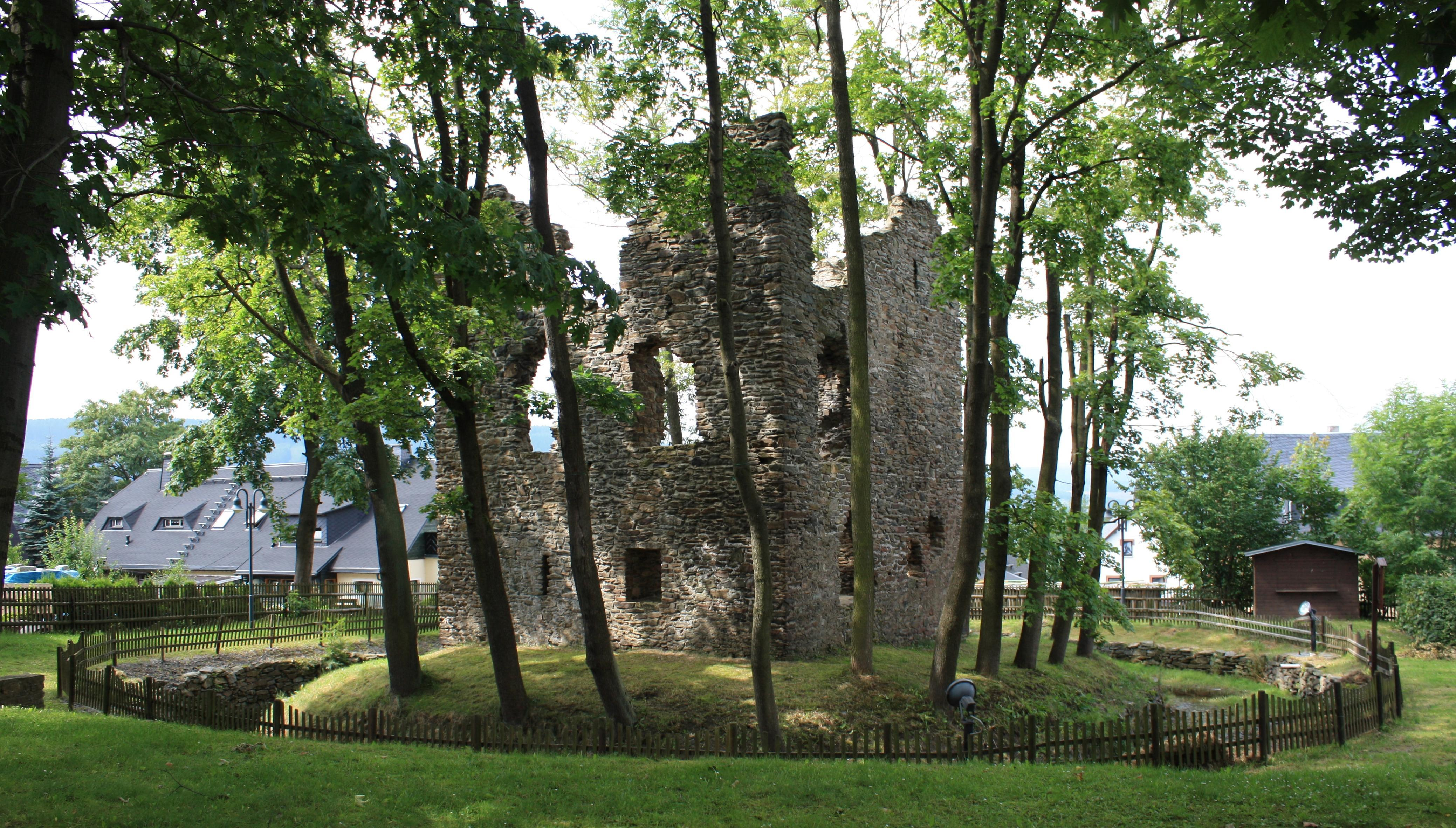
Gesamtansicht: Turmruine und Graben

Das kurfürstliche Jagdhaus Breitenbrunn (ugs. Jagdschloss Breitenbrunn) in der gleichnamigen erzgebirgischen Gemeinde wurde aus einem Wachtturm umgebaut, der vermutlich im 13. oder 14. Jahrhundert errichtet wurde, steht heute als Ruine unter Denkmalschutz und ist ein Wahrzeichen des Ortes.

## Lage
Im Osten von Breitenbrunn, dicht südwestlich der Kirche.

## Beschreibung und Geschichte
Die Anlage im Südwesten der Kirche am oberen Ortsende von Breitenbrunn geht vermutlich auf einen Wachtturm mit Wassergraben aus der Gründungszeit der Herrschaft Schwarzenberg zurück, der den Ausgangspunkt für die Besiedlung der Gemeinde bildete. Deren Name soll sich vom Wallgraben, in dem sich eine Quelle befand, herleiten (breiter Brunnen).
Auf dem leicht verzogen-rechteckigen, ummauerten Kernwerk mit einem Grundriss von etwa 13 mal 20 Metern befand sich der Turm (heute Turmruine) von etwa 9 mal 9 Metern Größe. Das Kernwerksplateau liegt etwa 1 bis 1,5 Meter über der Wasseroberfläche. Davor befindet sich ein umlaufender, wasserführender Graben von etwa 3 Metern Breite, der an der Außenseite zusätzlich ummauert ist.
Nachdem zunächst ein Vorwerk der Herrschaft Schwarzenberg errichtet und später eine Siedlung entstanden war, wurde der Wachtturm zu einem Jagdhaus, zur Unterkunft und zur Aufbewahrung von Jagdutensilien umgebaut. Das gleichzeitig als Wohnhaus des Försters genutzte Gebäude brannte 1610, samt neu aufgesetztem drittem Stockwerk und angefügtem Wendelstein, und 1617 aus, wurde wieder aufgebaut und verfiel, offenbar ungenutzt, nach 1700 zur Ruine.
1891 erfolgte auf Veranlassung des örtlichen Oberförsters die Sicherung der Ruine und des sie umgebenden Wassergrabens, wobei ein Trinkglas aus dem 17. Jahrhundert gefunden wurde.
Am 3. April 1959 wurde die Anlage als Burgstall unter Bodendenkmalschutz gestellt. Laut Geupel wurden (vor 1983) hier keine Funde gemacht.
Der angeschlossene Park wird regelmäßig für lokale Festlichkeiten, vor allem die Kirmes, genutzt.

## Ansichten

Die Ruine des früheren kurfürstlichen Jagdhauses
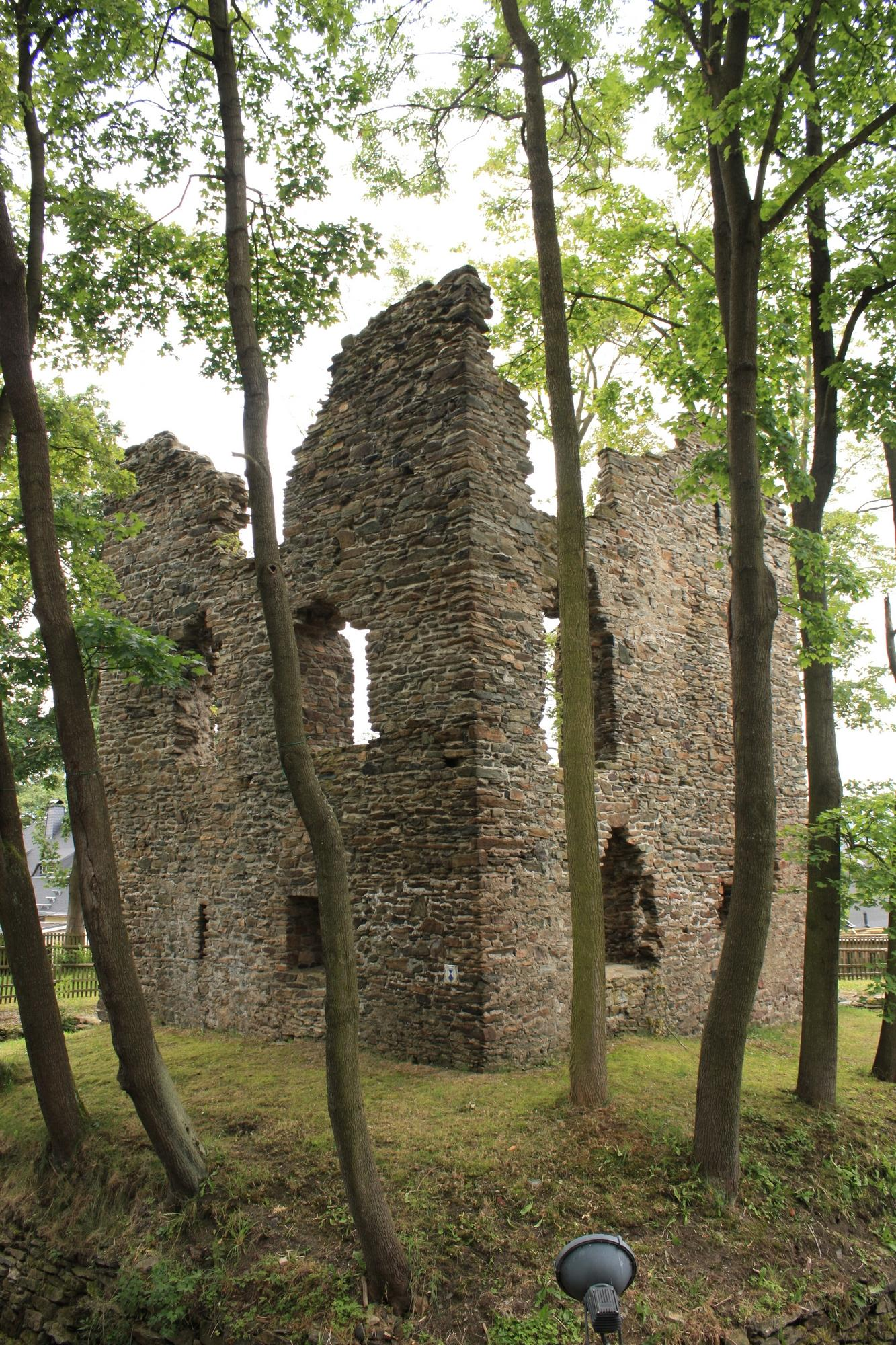
Ansicht von Nordost
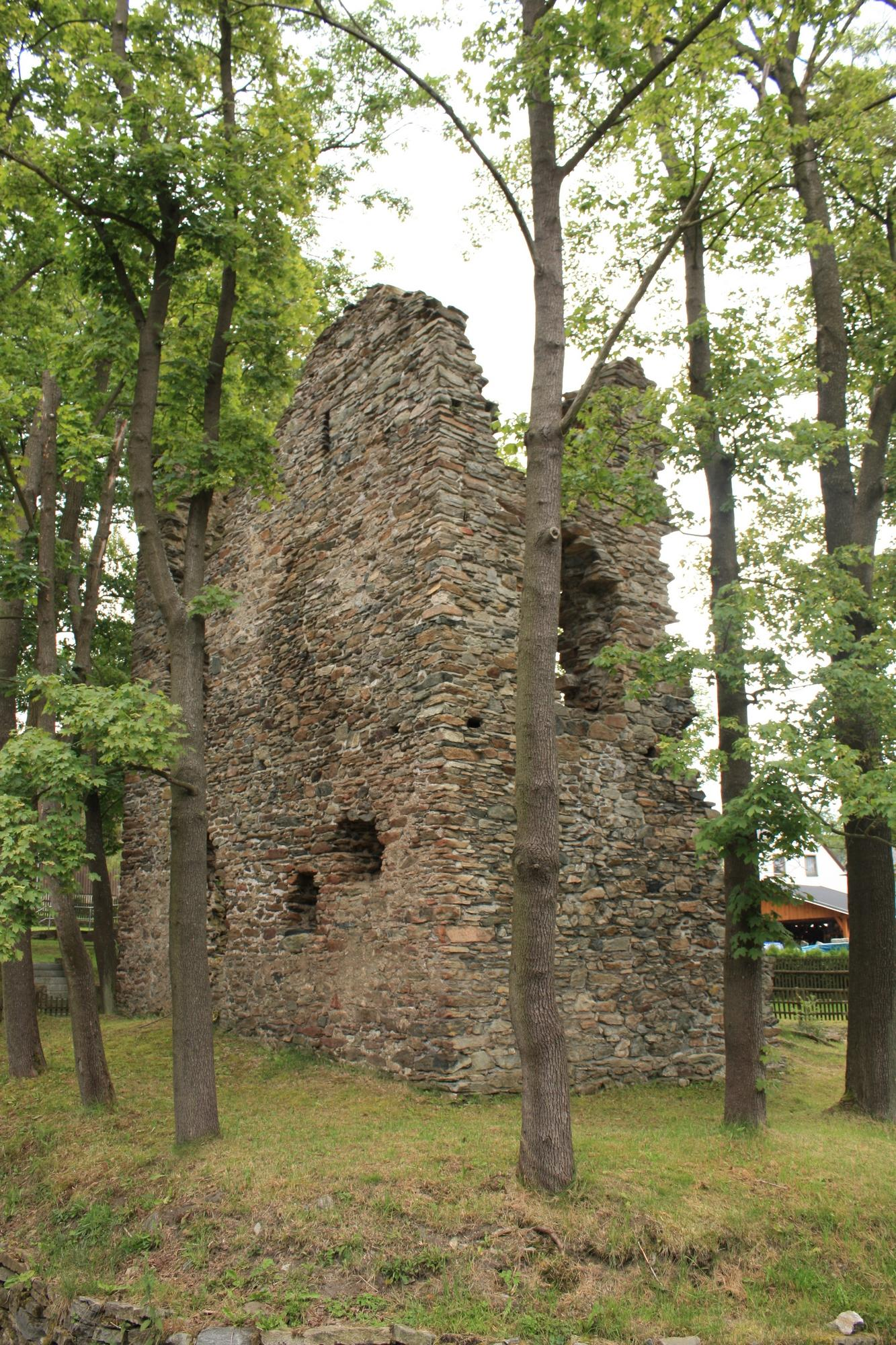
Ansicht von Nordwest
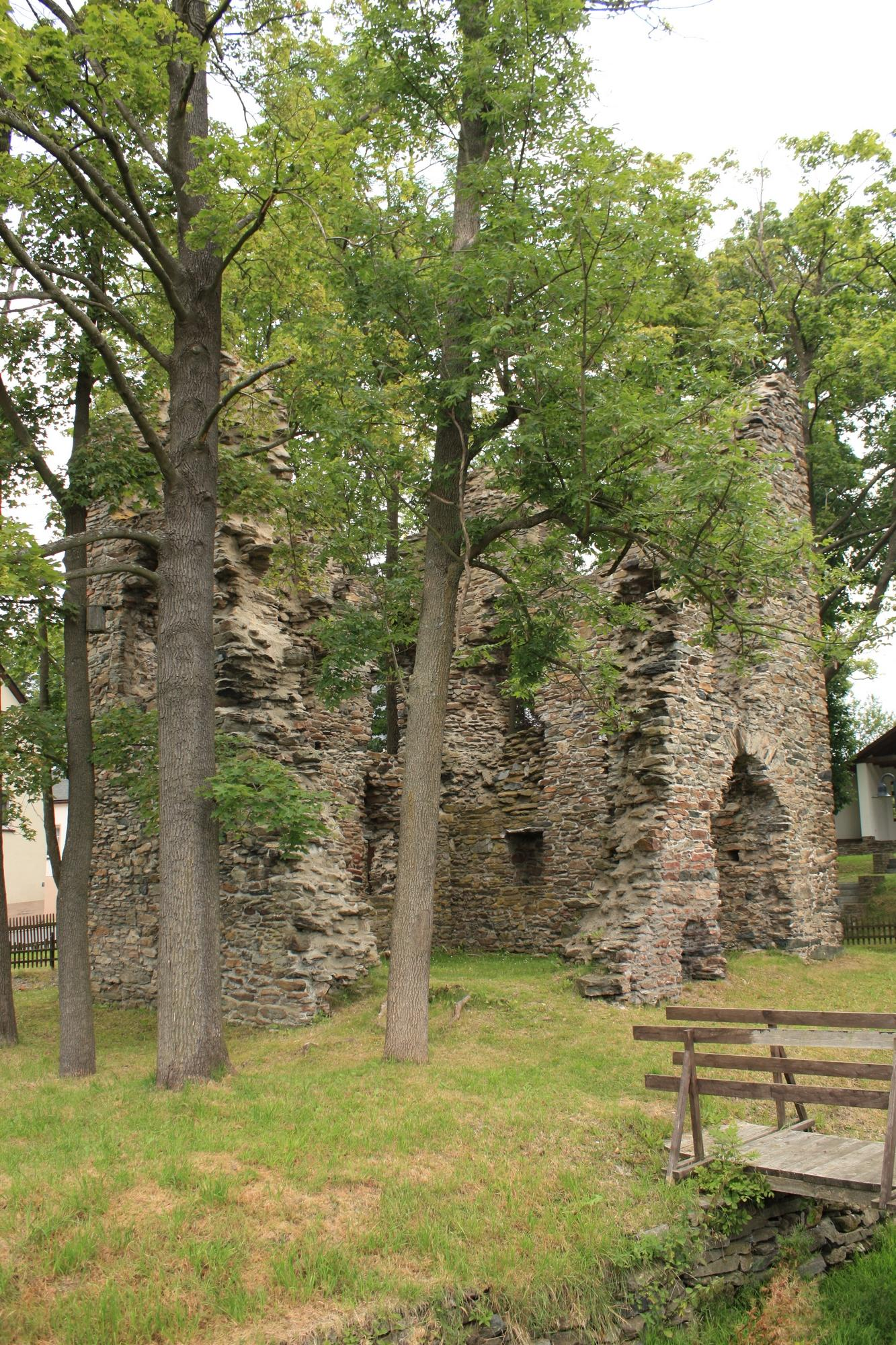
Ansicht von Südwest
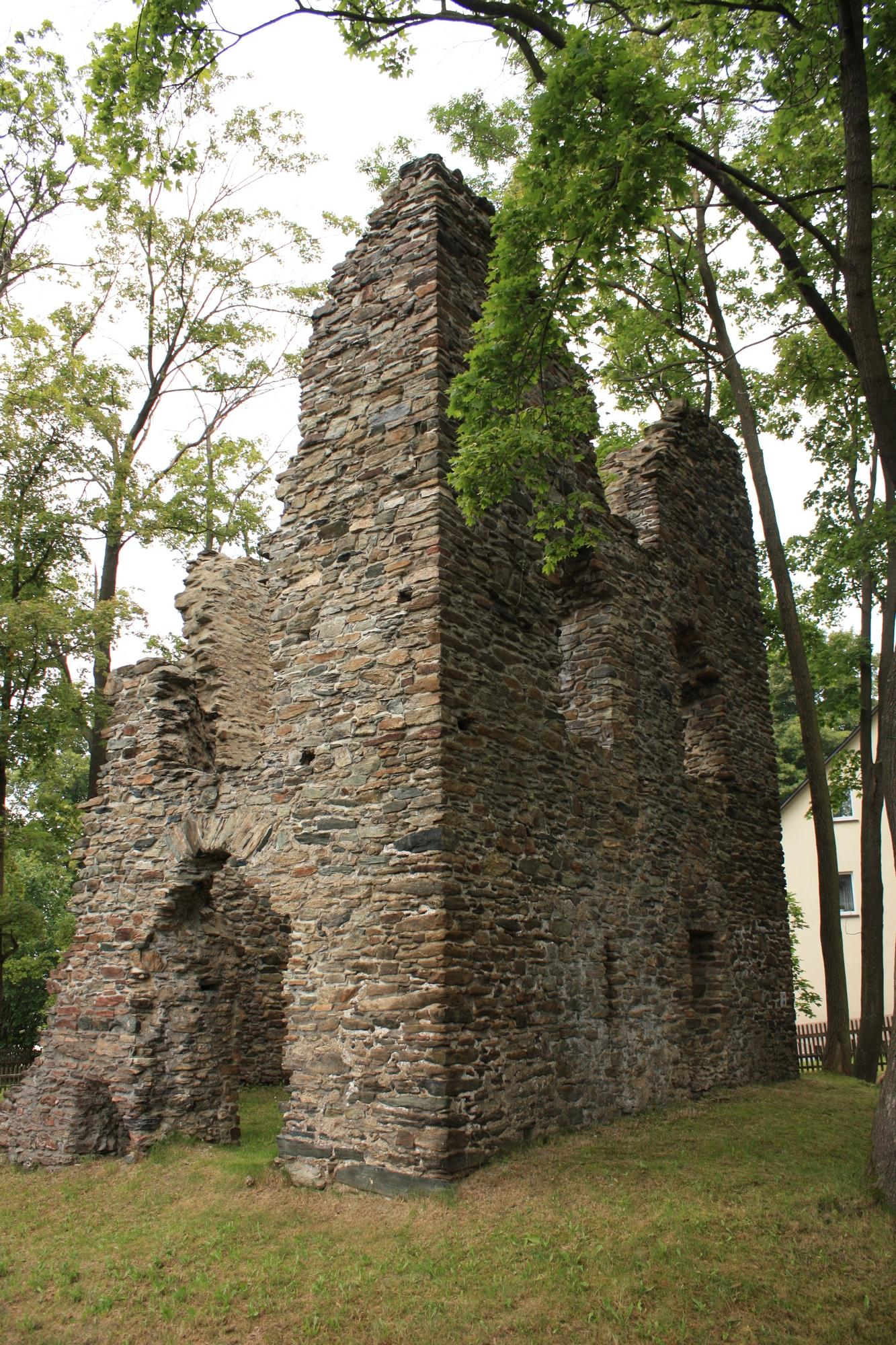
Ansicht von Südost
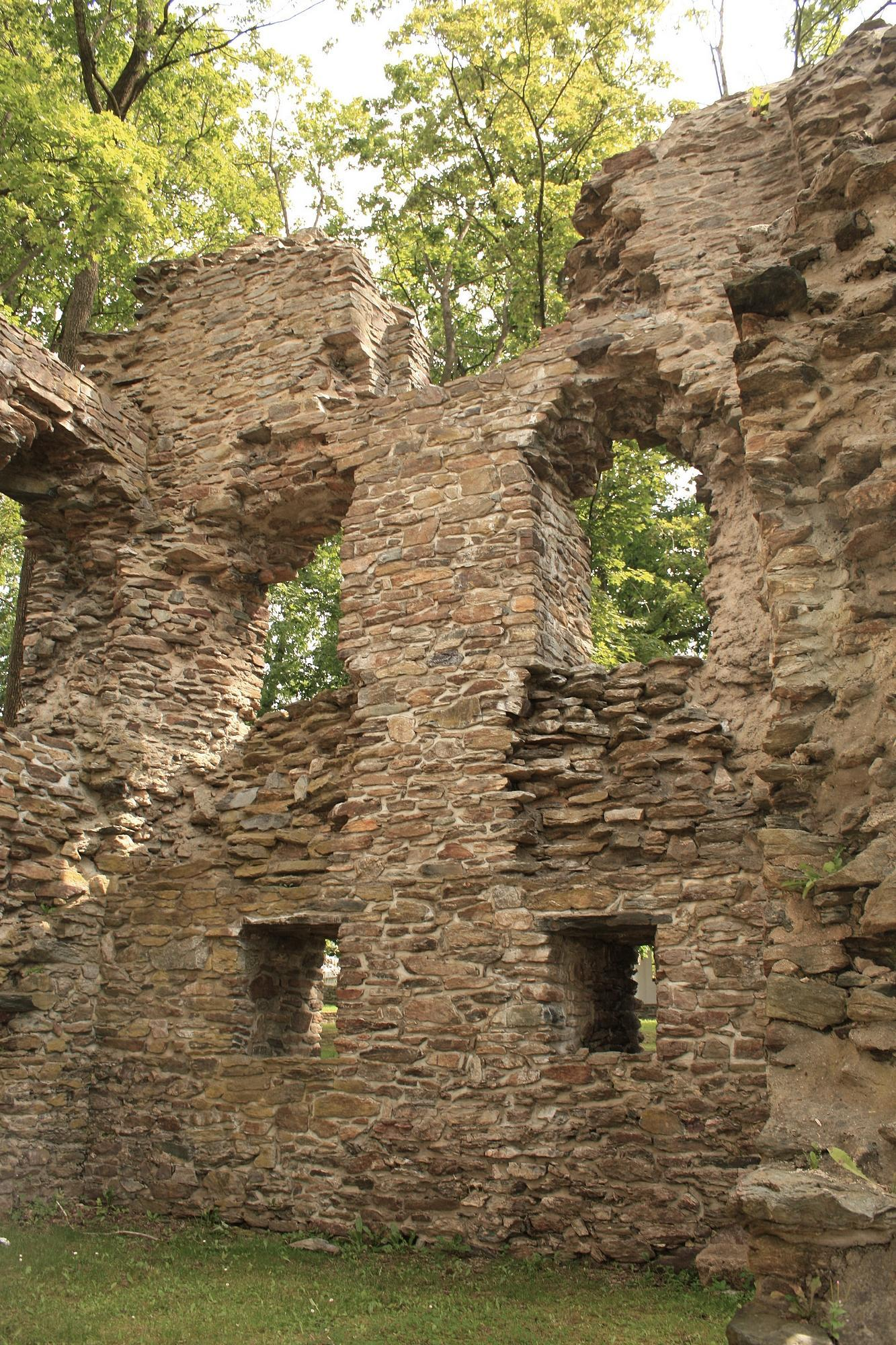
Innenwand Ostseite
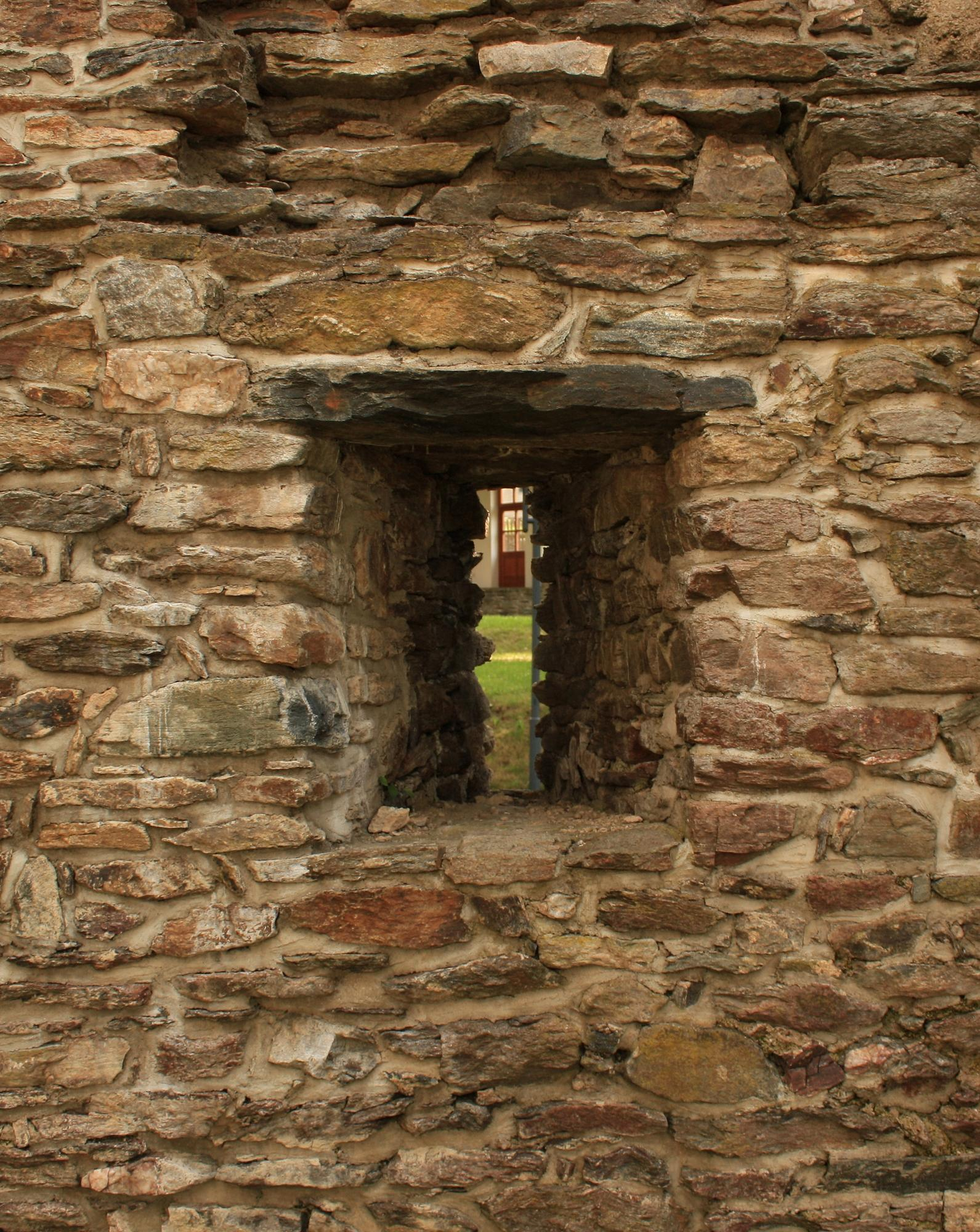
Detail des Inneren
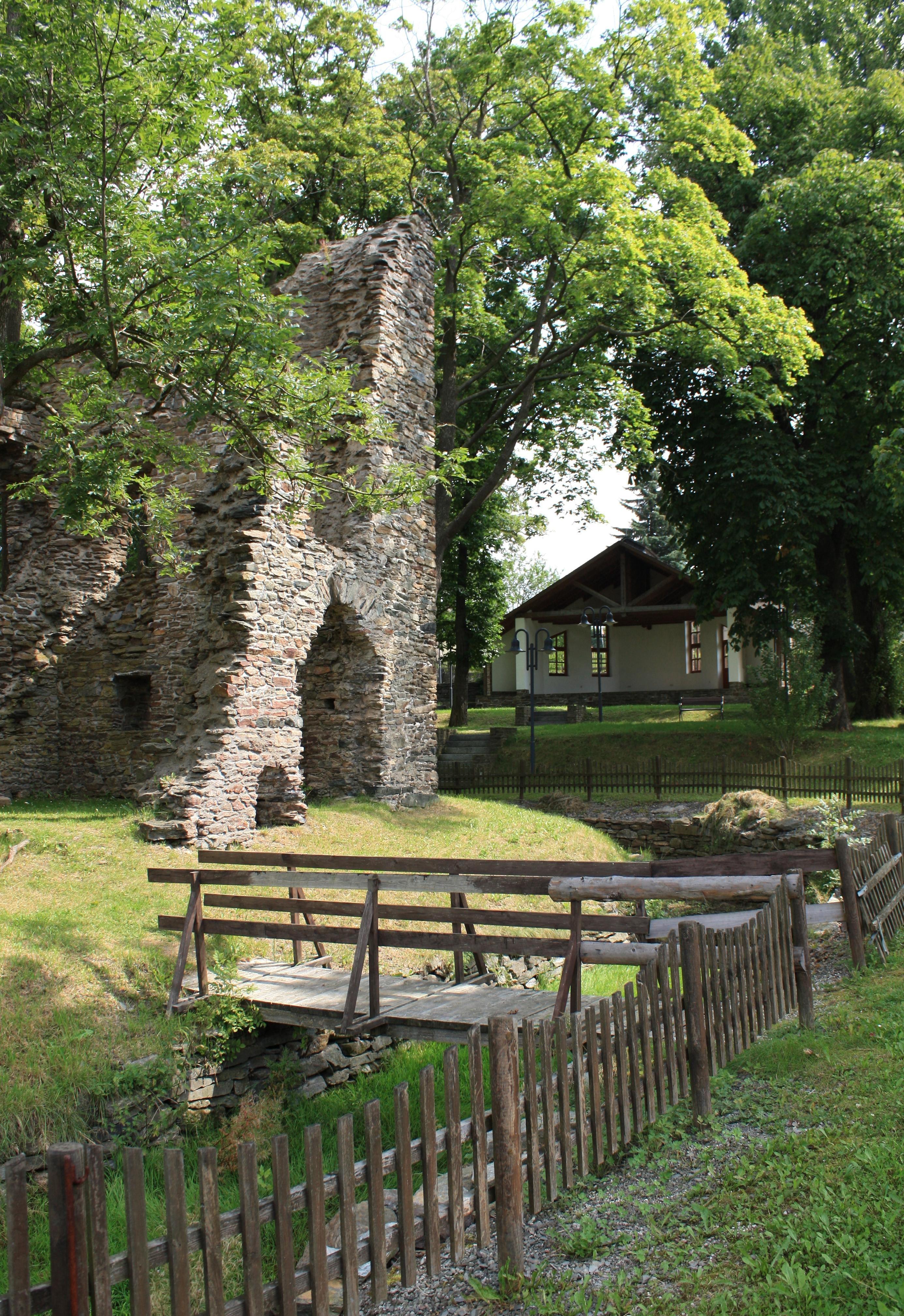
Holzbrücke und Pavillon